# Dreptate socială
Dreptatea socială este o formă de justiție care se referă la distribuirea averii, a șanselor și a privilegiilor într-o societate în care drepturile indivizilor sunt recunoscute și protejate.
În culturile occidentală și asiatică, conceptul de dreptate socială s-a referit adesea la procesul de asigurare a faptului că indivizii își îndeplinesc rolurile societale și primesc ceea ce li se cuvine din partea societății.
În mișcările contemporane pentru dreptate socială, accentul se pune pe eliminarea barierelor pentru mobilitate socială, crearea unor plase de siguranță socială și asigurarea dreptății economice.
Dreptatea socială atribuie drepturi și îndatoriri în cadrul instituțiilor societății, permițând astfel indivizilor să beneficieze de avantajele și să suporte poverile cooperării sociale. Astfel de beneficii și îndatoriri țin de impozite, asigurările sociale, serviciile medicale, școlile publice, serviciile publice, dreptul muncii și reglementarea piețelor, în vederea asigurării distribuirii averii și a egalității de șanse.
Interpretările moderne, care asociază dreptatea/justiția de o relație reciprocă cu societatea, sunt influențate de diferențele dintre tradițiile culturale, unele punând accent pe responsabilitatea individuală față de societate, iar altele pe echilibrul dintre accesul la putere și utilizarea sa responsabilă.
Astfel, conceptul de dreptate socială este invocat în prezent în reinterpretarea unor figuri istorice precum Bartolomé de las Casas, în dezbateri filozofice privind diferențele dintre ființele umane, în eforturile pentru egalitatea de gen, etnică și socială, pentru promovarea dreptății în ceea ce privește migranții, deținuții, mediul natural și persoanele cu dizabilități.
Deși conceptele de dreptate socială se regăsesc în surse filozofice clasice și creștine, de la filosofii greci Platon și Aristotel la sfinți creștini precum Augustin de Hipona și Toma de Aquino, termenul de „dreptate socială” a început să fie utilizat abia la sfârșitul secolului al XVIII-lea, fără o semnificație teoretică sau practică clară.
Utilizarea termenului a fost considerată adesea o simplă figură de stil retorică, menită să susțină anumite viziuni asupra dreptății distributive.
Termenul a fost teoretizat pentru prima dată în tratatul despre dreptul natural al lui Luigi Taparelli, în anii 1840, în care a susținut că dreptatea socială reflectă datoria fiecărei persoane față de ceilalți membri ai societății într-o interdependență umană fundamentală.
După Revoluțiile de la 1848, termenul a fost popularizat prin scrierile lui Antonio Rosmini-Serbati.
În timpul revoluției industriale târzii, termenul a fost utilizat mai frecvent de juriștii americani din Epoca progresistă, precum Louis Brandeis și Roscoe Pound.
Din secolul al XX-lea, conceptul de dreptate socială a fost integrat în dreptul internațional și în instituții internaționale. În a doua jumătate a secolului al XX-lea, dreptatea socială a devenit centrală în filosofia contractului social, mai ales prin contribuția lui John Rawls din A Theory of Justice (1971).
În 1993, Declarația și Programul de Acțiune de la Viena a afirmat că dreptatea socială este un scop esențial al educației în materie de drepturile omului.